# Institución Correccional de Dade

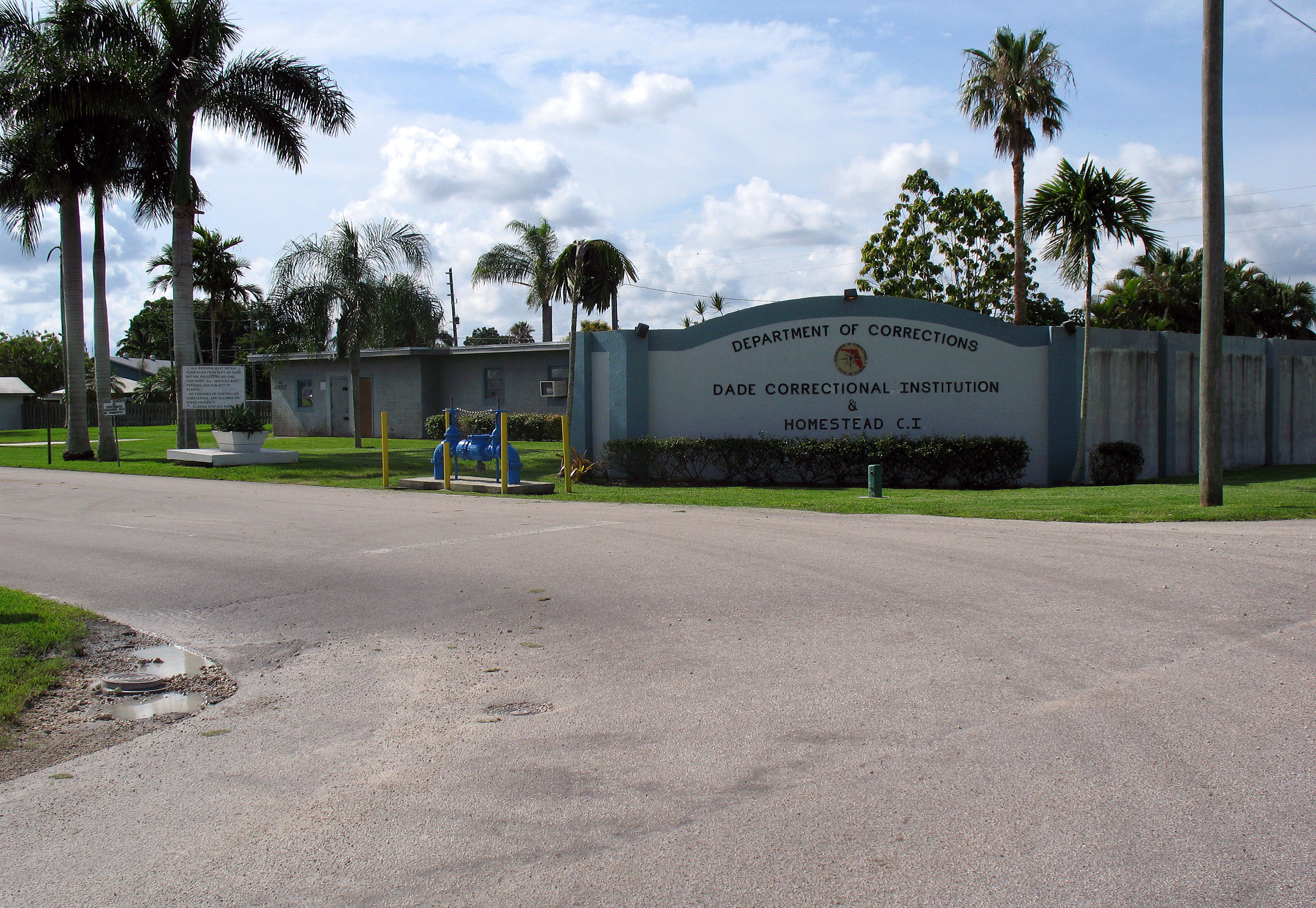
Institución Correccional de Dade/Institución Correccional de Homestead

La Institución Correccional de Dade (Dade Correctional Institution, Dade CI o DCI) es una prisión del Departamento de Correcciones de la Florida, en una área no incorporada en el condado de Miami-Dade, cerca de Florida City, y Homestead. Abrió en el septiembre de 1996.
El 23 de junio de 2012, un prisionero de Dade CI, Darren Rainey (DOC#060954), murió, porque fue quemado por agua caliente en una ducha. Era un castigo de los guardianes.